# トランスファーファクター

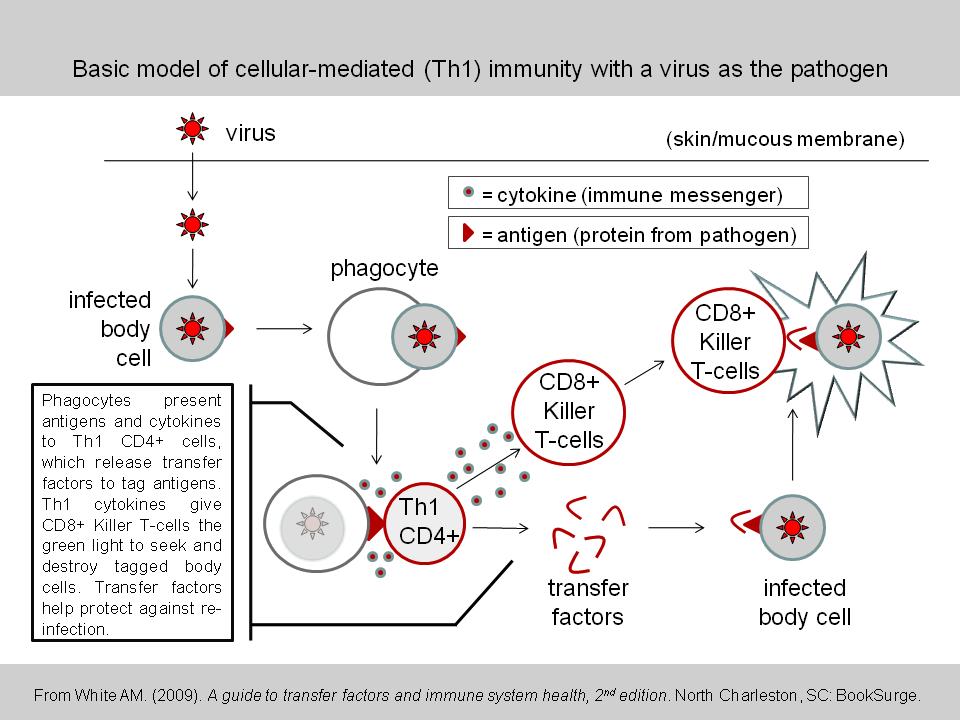

トランスファーファクター (Transfer factor) は、あらゆる高等動物の体内に存在し、免疫情報を伝達するペプチド分子の一種である。白血球や初乳、卵などに存在し、保有者の免疫反応を誘導、助勢、抑制する働きを持つ。非常に低重量の分子であるためアレルギー反応を引き起こすような免疫原性を持たず、免疫グロブリンなどの血清タンパクとも異なる性質を持つ。

## 概要
トランスファーファクターは、1949年、アメリカの免疫学者H. シャーウッド・ローレンス（H. Sherwood Lawrence）によって発見された。当時結核の研究をしていたローレンスは、感染者の白血球から抽出した低分子物質を注射することにより、感染者が持つ免疫反応を非感染者に移行できることを明らかにする。この抽出物には感染者が持つ免疫に関する情報を非感染者に移すなんらかの因子が含まれていると考えたことから、ローレンスはこの物質をトランスファーファクターと名付けた。
後の研究により、トランスファーファクターは生物学上の「種」固有の物ではなく、汎用的な有効性を持っていることが判明した。すなわち、ウシやニワトリのような種の動物から得られたものであっても、トランスファーファクターはヒトやその他の動物に免疫情報を移転することが可能である。
トランスファーファクターの分類には3種類あり、それぞれの果たす役割に応じてインデューサートランスファーファクター（Inducer:誘導）、アンチゲントランスファーファクター（Antigen：抗原＝allergen：アレルゲン）、サプレッサートランスファーファクター（Suppressor：抑制）と呼ばれる。
インデューサーは免疫システムが活動を開始することを助け、アンチゲンは免疫システムが侵入した病原体や異物を正しく認識できるように情報提供を行う。そしてサプレッサーは排除または対処された目標物に対して免役システムが過剰に反応することを抑制する。サプレッサーには過剰な免疫反応を抑制することによって、自己免疫障害の発生を防ぐ役割もあるものと見られている。（免疫機能の反応、防御、記憶といったシステムについては「免疫」を参照）

## 医学界での研究
医学界では、免疫調節剤としてインターロイキン（IL-2）、ピシバニール（OK-432）などと共にヒトリンパ球から抽出したトランスファーファクター(dialysable leukocyte extract；DLEまたはhuman leukocyte extract；HLE)の研究が行われている。しかしヒト由来のトランスファーファクターは患者ごとに因子を取り出す作業が必要になり非効率であるため、日本国内では臨床例が少ない。そのためヒト由来のものについてはその本態、作用について明解な定義がなされていない。

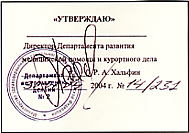
ロシア連邦保健省の認可証

これに対して米国およびロシア連邦では、牛初乳や鶏卵から抽出しサプリメント化されたトランスファーファクターの研究がさかんに行われており、特にロシア連邦保健省は医療現場で免疫調節剤としてトランスファーファクター・サプリメントを患者に推奨することを認めている。